# Басангов, Мукебюн
Мукебю́н Баса́нгов (калм. Басңга Мукөвүн, 1878, аймак Харахус, Харахусовский улус (ныне Утта, Яшкульский район, Калмыкия), Астраханская губерния, Российская империя — 1944, Калмыцкая АССР, РСФСР) — калмыцкий рапсод, сказитель калмыцкого эпоса «Джангар», джангарчи, калмыцкий писатель. Народный джангарчи Калмыцкой АССР.

## Биография
Родился в 1878 году в бедной калмыцкой семье батрака. С детского возраста, слушая джангарчи Дорджиева Лиджи и Бачаева Эрдни, запоминал калмыцкий эпос «Джангар». Имея цепкую память, уже в девятилетнем возрасте знал наизусть две большие песни из «Джангара». После смерти родителей жил у сестры. В возрасте 12 лет серьёзно заболел инфекционной болезнью. Жители аймака опасаясь заразиться, поселили мальчика на краю селения. Его выходила сестра, которая кормила запертого мальчика соломинкой через стены кибитки. После выздоровления двенадцатилетний Мукебюн Басангов спел несколько строф из песен эпоса. Его дар джангарчи заметили и он стал выступать перед публикой.
К двадцати пяти годам знал наизусть восемь песен, а к тридцати годам стал известен по всей Калмыкии. Был другом Бадмина Менкенасана, которому передавал свои песни.
До коллективизации батрачил у богатых калмыков на рыболовных промыслах. В 1934 году впервые принял участие в республиканской Олимпиаде мастеров народного творчества. В 1935 году выступил на конкурсе джангарчи Долбанского района Калмыкии (сегодня — Лиманский район Астраханской области), где занял первое место. В 1935 году принял участие в работе Первого съезда калмыцких писателей.
В декабре 1939 года ездил в Москву, где в рамках декады калмыцкой литературы и искусства выступал в Большом зале Московской консерватории на вечере, посвящённом 500-летию «Джангара». В 1939 году за произведения устного народного творчества вместе с джангарчи Дава Шавалиевым и Анджука Козаевым был принят в Союз писателей СССР.
Первым получил звание «Народный джангарчи Калмыцкой АССР». Передал своё искусство джангарчи ученикам Очиру Болдыреву и Александру Шигжиеву.
Умер в 1944 году.

## Творчество
Принадлежал к импровизаторской школе джангарчи. На основе традиционной художественной калмыцкой системе он создал новые песни «Джангара». Только две песни «О подвигах богатыря Санала» и «О битве джангаровых богатырей с Мангна-ханом» происходили из репертуара джангарчи Ээляна Овла.
В 1939—1940 гг. калмыцкие писатели Басанг Дорджиев и Михаил Тюлюмджиев записали из уст Мукебюна Басангова шесть новых песен (5624 стихотворных строф).
От Мукебюна Басангова были записаны следующие шесть песен эпоса «Джангара»:
- «Песнь о том, как Джангар впервые стал править государством». Песня была записана в 1939 году и впервые опубликована в журнале «Улан Туг» в январе 1940 года;
- «Песнь о том, как Санал угнал у Тяк Бирмис-хана, покорившего пять стран, семимиллионный табун коней тунжуров, пасших на берегу тинистого озера». Песня была записана в 1940 году и впервые опубликована в газетах «Улан хальмг», «Улан багчуд» и в журнале «Улан туг» в № 2, 1940 г.;
- «Песнь о том, как Хонгор привёз от Шар Бирмис-хана шлем, именуемый „Дун“ и меч, испускающий молнии на скаку». Песня была впервые опубликована в журнале «Улан Туг» № 3, 1940 г.;
- «Песнь о том, как Хонгор угнал неукротимый табун волшебных коней у хана Шар Кермена, живущего на севере». Песня впервые была опубликована в журнале «Улан туг» № 2, 1940 г.;
- «Песнь о том, как Хонгор очутился в стране девяти ведьм». Песня впервые была опубликована в журнале «Улан туг», № 2, 3, 1940 г.;
- «Песнь о том, как богатырь Мангна-хан по имени Нарни Гэрэл, имеющий Улан Аю Манзан Буурл, прибыл в Бумбу с требованием выдать пять сокровищ из волшебных вещей Джангаровой державы». Песня впервые была лпубликована в журнале «Улан туг» № 6, 1940 г.

Осенью 1941 года в Калмыцком книжном издательстве вышла книга Мукебюна Басангова «Клятва», в которой были опубликованы калмыцкие благопожелания в честь советских воинов, сражавшихся на фронте. В 1942 году Мукебюн Басангов создал стихотворения «К защите Родины», «Клятва», «Москва», «Проклятие», «Красноармеец Балдаев», очерк «К защите Родины все готовы», в которых воспевал подвиги военных, участвовавших в сражениях Великой Отечественной войны.

## Память
Именем Мукебюна Басангова названа улица в Элисте.

## Сочинения
- Джангар. Новые песни. — Элиста: Калмиздат, 1940. (на калмыцком языке);
- Клятва. Поэма и стихи. — Элиста: Калмиздат, 1941. (на калмыцком языке).

## Источник
- История калмыцкой литературы // Дооктябрьский период. — Элиста: Калмыцкое книжное издательство, 1981. — Т. 1. — С. 161 - 164.
- М. Э. Джингиров. Писатели советской Калмыкии. Библиографический справочник. — Элиста: Калмыцкое книжное издательство, 1966. — стр. 61—63
- Гучинова, К. В память о сказителе: к 80-летию джангарчи Н. Д. Джукаева, уроженца с. Цаган-Усн Яшкульского р-на/ Искра, 2003, 3 июня (№ 44), стр. 3
- Н. Ц. Биткеев. Джангарчи. — Элиста, 2001. — стр. 141—161
- Биткеев, Николай Цеденович, Джангарчи Мукебюн Басангов и его поэтическое мастерство [Текст] / Н. Ц. Биткеев. — // «Джангар» : Калмыцкий народный героический эпос. Эпический репертуар Мукебюна Басангова. — Элиста, 1988.
- Сангаджиева Н. Джангарчи. — Элиста: Калмыцкое книжное издательство, 1990. — стр. 27—47. — ISBN 5-7539-0158-1
- Республика Калмыкия, Календарь знаменательных дат на 2013 год, стр. 58-59